# Donald Rayfield
Donald Rayfield (Oxford, 12 febbraio 1942) è uno storico e critico letterario britannico, professore di Letteratura russa al college Queen Mary dell'Università di Londra.
È noto per i suoi studi riguardanti la storia della Georgia e la letteratura russa.

## Opere
- Donald Rayfield, Stalin e i suoi boia, traduzione di Stefania De Franco, Milano, Garzanti, 2005, ISBN 88-11-69386-1.